# مارتن هانكوك
مارتن هانكوك (بالإنجليزية: Martin Hancock)‏ هو ممثل بريطاني، ولد في 1973 بلندن في المملكة المتحدة.

## أعمال

### أفلام
- (2005) مملكة السماء[4][5]

## وصلات خارجية
- مارتن هانكوك على موقع IMDb (الإنجليزية)
- مارتن هانكوك على موقع ميوزك برينز (الإنجليزية)
- مارتن هانكوك على موقع قاعدة بيانات الفيلم (الإنجليزية)